# Superliga de Dinamarca 2024-25
La Superliga de Dinamarca 2024-25 (oficialmente 3F Superliga por razones de patrocinio) fue la trigésima quinta edición de la Superliga Danesa. La temporada comenzó el 19 de julio de 2024 y terminó el 24 de mayo de 2025.
El FC Midtjylland fue el campeón defensor tras ganar la temporada pasada ganar su cuarto título de liga.

## Formato
Los 12 equipos participantes jugaron entre sí todos contra todos en dos ruedas, totalizando 22 partidos cada uno. Al término de la jornada 22, los seis primeros clasificados pasarán a disputar el Grupo Campeonato, mientras que los seis restantes hicieron lo propio en el Grupo Descenso. Los puntos que todos los clubes hayan obtenido hasta la fecha 22, fueron transferidos a la segunda fase, cualquiera sea el grupo al que pertenecieron.

## Ascensos y descensos
Odense BK y Hvidovre IF terminaron la temporada 2023-24 en el puesto 11 y 12, respectivamente, y fueron relegados a la Primera División.
Los equipos descendidos fueron reemplazados por el campeón de 1.a división, el SønderjyskE Fodbold que vuelve después de descender en la temporada 2021-22, y el segundo lugar Aalborg BK, que regresa a la Superliga un año después de su descenso.
| Pos. | Descendidos de la Superliga 2023-24 |
| ---- | ----------------------------------- |
| 11.º | Odense BK                           |
| 12.º | Hvidovre IF                         |

| Pos. | Ascendidos de la Primera División 2023-24 |
| ---- | ----------------------------------------- |
| 1.º  | SønderjyskE Fodbold                       |
| 2.º  | AaB Aalborg                               |

## Localización
| Jutlandia Central   | 5 | AGF Aarhus, FC Midtjylland, Randers FC, Silkeborg IF, Viborg FF | AaB AGF Brøndby Midtjylland Nordsjælland Randers Silkeborg SønderjyskE Vejle Viborg Lyngby Copenhague |
| Región Capital      | 4 | Brøndby IF, FC Copenhague, Lyngby BK, FC Nordsjælland           | AaB AGF Brøndby Midtjylland Nordsjælland Randers Silkeborg SønderjyskE Vejle Viborg Lyngby Copenhague |
| Dinamarca del Sur   | 2 | SønderjyskE Fodbold, Vejle BK                                   | AaB AGF Brøndby Midtjylland Nordsjælland Randers Silkeborg SønderjyskE Vejle Viborg Lyngby Copenhague |
| Jutlandia del Norte | 1 | AaB Aalborg                                                     | AaB AGF Brøndby Midtjylland Nordsjælland Randers Silkeborg SønderjyskE Vejle Viborg Lyngby Copenhague |

## Equipos participantes
| Equipo              | Ciudad         | Entrenador          | Estadio                  | Capacidad |
| ------------------- | -------------- | ------------------- | ------------------------ | --------- |
| AaB Aalborg         | Aalborg        | Menno van Dam       | Aalborg Portland Park    | 13 600    |
| AGF Aarhus          | Aarhus         | Uwe Rösler          | Ceres Park               | 20 032    |
| Brøndby IF          | Copenhague     | Jesper Sorensen     | Brøndby Stadium          | 29 000    |
| FC Copenhague       | Copenhague     | Jacob Neestrup      | Parken Stadion           | 42 305    |
| Lyngby BK           | Kongens Lyngby | Morten Karlsen      | Lyngby Stadion           | 10 100    |
| FC Midtjylland      | Herning        | Thomas Thomasberg   | MCH Arena                | 11 800    |
| FC Nordsjælland     | Farum          | Jens Fønsskov Olsen | Right to Dream Park      | 9 900     |
| Randers FC          | Randers        | Rasmus Bertelsen    | Randers Stadion          | 12 000    |
| Silkeborg IF        | Silkeborg      | Kent Nielsen        | JYSK Park                | 10 000    |
| SønderjyskE Fodbold | Haderslev      | Thomas Nørgaard     | Haderslev Fodboldstadion | 10 100    |
| Vejle BK            | Vejle          | Ivan Prelec         | Vejle Stadion            | 10 418    |
| Viborg FF           | Viborg         | Jakob Poulsen       | Viborg Stadion           | 9 566     |

## Temporada regular

### Tabla de posiciones
| Pos. | Equipo       | Pts. | PJ | G  | E | P  | GF | GC | Dif. | Clasificación 2024-25 |
| ---- | ------------ | ---- | -- | -- | - | -- | -- | -- | ---- | --------------------- |
| 1    | Midtjylland  | 45   | 22 | 14 | 3 | 5  | 42 | 27 | +15  | Grupo Campeonato      |
| 2    | Copenhague   | 41   | 22 | 11 | 8 | 3  | 38 | 24 | +14  | Grupo Campeonato      |
| 3    | AGF Aarhus   | 36   | 22 | 9  | 9 | 4  | 42 | 24 | +18  | Grupo Campeonato      |
| 4    | Randers      | 35   | 22 | 9  | 8 | 5  | 39 | 29 | +10  | Grupo Campeonato      |
| 5    | Nordsjælland | 35   | 22 | 10 | 5 | 7  | 38 | 35 | +3   | Grupo Campeonato      |
| 6    | Brøndby      | 33   | 22 | 8  | 9 | 5  | 42 | 32 | +10  | Grupo Campeonato      |
| 7    | Silkeborg    | 33   | 22 | 8  | 9 | 5  | 37 | 28 | +9   | Grupo Descenso        |
| 8    | Viborg       | 28   | 22 | 7  | 7 | 8  | 38 | 39 | −1   | Grupo Descenso        |
| 9    | AaB Aalborg  | 21   | 22 | 5  | 6 | 11 | 23 | 41 | −18  | Grupo Descenso        |
| 10   | Lyngby       | 18   | 22 | 3  | 9 | 10 | 15 | 26 | −11  | Grupo Descenso        |
| 11   | SønderjyskE  | 17   | 22 | 4  | 5 | 13 | 26 | 51 | −25  | Grupo Descenso        |
| 12   | Vejle        | 13   | 22 | 3  | 4 | 15 | 24 | 50 | −26  | Grupo Descenso        |

Actualizado a los partidos jugados el 16 de marzo de 2025.
 Fuente: SoccerWay

### Resultados
| Local \ Visitante | AAB | AGF | BRO | COP | LYN | MID | NOR | RAN | SIL | SON | VEJ | VIB |
| ----------------- | --- | --- | --- | --- | --- | --- | --- | --- | --- | --- | --- | --- |
| AaB Aalborg       |     | 0–4 | 0–4 | 0–0 | 2–1 | 1–4 | 1–2 | 0–2 | 2–1 | 3–0 | 3–3 | 0–0 |
| AGF Aarhus        | 4–0 |     | 1–0 | 1–1 | 2–1 | 1–1 | 4–2 | 2–2 | 1–1 | 4–0 | 5–1 | 1–1 |
| Brøndby           | 1–0 | 0–1 |     | 0–0 | 1–1 | 2–0 | 1–1 | 2–2 | 2–2 | 2–0 | 2–1 | 4–1 |
| Copenhague        | 2–0 | 3–2 | 3–1 |     | 2–1 | 1–0 | 3–1 | 1–1 | 2–2 | 1–1 | 3–1 | 1–1 |
| Lyngby            | 2–2 | 0–0 | 0–2 | 0–2 |     | 1–2 | 1–0 | 0–0 | 2–2 | 0–2 | 1–0 | 0–0 |
| Midtjylland       | 2–0 | 2–0 | 1–5 | 2–1 | 1–0 |     | 2–1 | 4–2 | 1–0 | 3–2 | 2–0 | 3–1 |
| Nordsjælland      | 3–0 | 1–0 | 4–1 | 3–2 | 1–1 | 2–2 |     | 1–1 | 1–1 | 3–2 | 3–1 | 2–1 |
| Randers           | 1–0 | 1–1 | 4–2 | 1–2 | 1–1 | 2–2 | 4–0 |     | 0–2 | 1–2 | 2–0 | 3–1 |
| Silkeborg         | 1–1 | 1–1 | 3–3 | 2–2 | 0–1 | 1–3 | 4–1 | 1–0 |     | 1–0 | 0–1 | 3–2 |
| SønderjyskE       | 0–3 | 1–4 | 2–2 | 0–2 | 1–1 | 3–2 | 1–4 | 1–4 | 1–3 |     | 2–1 | 2–2 |
| Vejle             | 2–2 | 3–2 | 2–2 | 1–2 | 2–0 | 0–3 | 0–1 | 2–3 | 1–3 | 1–1 |     | 0–5 |
| Viborg            | 2–3 | 1–1 | 3–3 | 3–2 | 1–0 | 1–0 | 3–2 | 1–2 | 1–4 | 4–2 | 3–1 |     |

## Grupo Campeonato

### Tabla de posiciones
| Pos. | Equipo         | Pts. | PJ | G  | E  | P  | GF | GC | Dif. | Clasificación                         |
| ---- | -------------- | ---- | -- | -- | -- | -- | -- | -- | ---- | ------------------------------------- |
| 1    | Copenhague (C) | 63   | 32 | 18 | 9  | 5  | 60 | 33 | +27  | Segunda ronda de la Liga de Campeones |
| 2    | Midtjylland    | 62   | 32 | 19 | 5  | 8  | 64 | 42 | +22  | Segunda ronda de la Liga Europa       |
| 3    | Brøndby        | 51   | 32 | 13 | 12 | 7  | 58 | 46 | +12  | Segunda ronda de la Liga Conferencia  |
| 4    | Randers        | 48   | 32 | 13 | 9  | 10 | 57 | 50 | +7   | Play-offs para la Liga Conferencia    |
| 5    | Nordsjælland   | 46   | 32 | 13 | 7  | 12 | 53 | 56 | −3   |                                       |
| 6    | AGF            | 40   | 32 | 10 | 10 | 12 | 53 | 46 | +7   |                                       |

Actualizado a los partidos jugados el 19 de mayo de 2025.
 Fuente: Danish Football Association (en danés), Soccerway
Criterios de clasificación: 1) Puntos; 2) Diferencia de goles; 3) Goles marcados; 4) Goles de visitante anotados; 5) Playoff (se juega en campo neutral si se determinan equipos para diferentes rondas); 6) Sorteo.

## Grupo Descenso
| Pos. | Equipo          | Pts. | PJ | G  | E  | P  | GF | GC | Dif. | Clasificación o descenso                    |
| ---- | --------------- | ---- | -- | -- | -- | -- | -- | -- | ---- | ------------------------------------------- |
| 1    | Silkeborg (O)   | 49   | 32 | 13 | 10 | 9  | 56 | 41 | +15  | Play-offs para la Liga Conferencia          |
| 2    | Viborg          | 47   | 32 | 12 | 11 | 9  | 57 | 50 | +7   |                                             |
| 3    | SønderjyskE     | 37   | 32 | 10 | 7  | 15 | 47 | 64 | −17  |                                             |
| 4    | Vejle           | 28   | 32 | 7  | 7  | 18 | 37 | 64 | −27  |                                             |
| 5    | Lyngby (D)      | 27   | 32 | 5  | 12 | 15 | 26 | 43 | −17  | Descenso a la Primera División de Dinamarca |
| 6    | AaB Aalborg (D) | 24   | 32 | 5  | 9  | 18 | 34 | 67 | −33  | Descenso a la Primera División de Dinamarca |

Actualizado a los partidos jugados el 24 de mayo de 2025.
 Fuente: Danish Football Association (en danés), Soccerway
Criterios de clasificación: 1) Puntos; 2) Diferencia de goles; 3) Goles marcados; 4) Goles de visitante anotados; 5) Playoff (se juega en campo neutral si se determinan equipos para diferentes rondas); 6) Sorteo.

## Play-off para la Liga Conferencia
| 1 de junio de 2025 | Randers           | 1:3 (1:2) | Silkeborg                                                    | Estadio Vejlby, Risskov    |                            |
| 18:30 (CEST)       | Elies Mahmoud 39' | Reporte   | Pelle Mattsson 8' · Callum McCowatt 26' · Jeppe Andersen 71' | Árbitro(s): Jakob Sundberg | Árbitro(s): Jakob Sundberg |

## Máximos goleadores
- Actualizado al 1 de junio de 2025
| Pos. | Jugador              | Club         | Goles |
| ---- | -------------------- | ------------ | ----- |
| 1    | Patrick Mortensen    | AGF Aarhus   | 20    |
| 2    | Mathias Kvistgaarden | Brøndby      | 17    |
| 3    | Benjamin Nygren      | Nordsjælland | 15    |
| 3    | Tonni Adamsen        | Silkeborg    | 15    |
| 5    | Simen Nordli         | Randers      | 14    |